# Rex Chapman
Rex Everett Chapman (Bowling Green, 5 ottobre 1967) è un ex cestista e dirigente sportivo statunitense, professionista nella NBA.
È il figlio di Wayne Chapman.

## Carriera
È stato selezionato dagli Charlotte Hornets al primo giro del Draft NBA 1988 (8ª scelta assoluta).
Con gli Stati Uniti ha disputato i Giochi panamericani di Indianapolis 1987.

## Statistiche

### College
| Anno      | Squadra           | PG | PT | MP   | TC%  | 3P%  | TL%  | RP  | AP  | PRP | SP  | PP   |
| --------- | ----------------- | -- | -- | ---- | ---- | ---- | ---- | --- | --- | --- | --- | ---- |
| 1986-1987 | Kentucky Wildcats | 29 | 28 | 33,2 | 44,4 | 38,6 | 73,5 | 2,3 | 3,6 | 1,2 | 0,5 | 16,0 |
| 1987-1988 | Kentucky Wildcats | 32 | 31 | 34,6 | 50,1 | 41,5 | 79,4 | 2,9 | 3,7 | 1,7 | 0,5 | 19,0 |
| Carriera  | Carriera          | 61 | 59 | 33,9 | 47,5 | 40,0 | 77,1 | 2,6 | 3,6 | 1,5 | 0,5 | 17,6 |

### NBA

#### Regular Season
| Anno      | Squadra            | PG  | PT  | MP   | TC%  | 3P%  | TL%  | RP  | AP  | PRP | SP  | PP   |
| --------- | ------------------ | --- | --- | ---- | ---- | ---- | ---- | --- | --- | --- | --- | ---- |
| 1988-1989 | Charlotte Hornets  | 75  | 44  | 29,6 | 41,4 | 31,4 | 79,5 | 2,5 | 2,3 | 0,9 | 0,3 | 16,9 |
| 1989-1990 | Charlotte Hornets  | 54  | 52  | 32,6 | 40,8 | 33,1 | 75,0 | 3,3 | 2,4 | 0,9 | 0,1 | 17,5 |
| 1990-1991 | Charlotte Hornets  | 70  | 68  | 30,0 | 44,5 | 32,4 | 83,0 | 2,7 | 3,6 | 1,0 | 0,2 | 15,7 |
| 1991-1992 | Charlotte Hornets  | 21  | 11  | 26,0 | 45,0 | 29,6 | 67,9 | 2,6 | 4,1 | 0,7 | 0,4 | 12,4 |
| 1991-1992 | Washington Bullets | 1   | 0   | 22,0 | 41,7 | 0,0  | -    | 4,0 | 3,0 | 1,0 | 0,0 | 10,0 |
| 1992-1993 | Washington Bullets | 60  | 23  | 21,7 | 47,7 | 37,1 | 81,0 | 1,5 | 1,9 | 0,6 | 0,2 | 12,5 |
| 1993-1994 | Washington Bullets | 60  | 59  | 33,8 | 49,8 | 38,8 | 81,6 | 2,4 | 3,1 | 1,0 | 0,1 | 18,2 |
| 1994-1995 | Washington Bullets | 45  | 29  | 32,6 | 39,7 | 31,4 | 86,2 | 2,5 | 2,8 | 1,5 | 0,3 | 16,2 |
| 1995-1996 | Miami Heat         | 56  | 50  | 33,3 | 42,6 | 37,1 | 73,5 | 2,6 | 3,0 | 0,8 | 0,2 | 14,0 |
| 1996-1997 | Phoenix Suns       | 65  | 33  | 28,2 | 44,3 | 35,0 | 83,2 | 2,8 | 2,8 | 0,8 | 0,1 | 13,8 |
| 1997-1998 | Phoenix Suns       | 68  | 67  | 33,3 | 42,7 | 38,6 | 78,1 | 2,5 | 3,0 | 1,0 | 0,2 | 15,9 |
| 1998-1999 | Phoenix Suns       | 38  | 35  | 31,1 | 35,9 | 35,1 | 83,5 | 2,7 | 2,9 | 0,9 | 0,2 | 12,1 |
| 1999-2000 | Phoenix Suns       | 53  | 19  | 18,1 | 38,8 | 33,3 | 75,6 | 1,5 | 1,2 | 0,4 | 0,0 | 6,6  |
| Carriera  | Carriera           | 666 | 490 | 29,3 | 43,0 | 35,0 | 80,0 | 2,5 | 2,7 | 0,9 | 0,2 | 14,6 |

#### Playoffs
| Anno     | Squadra      | PG | PT | MP   | TC%  | 3P%  | TL%  | RP  | AP  | PRP | SP  | PP   |
| -------- | ------------ | -- | -- | ---- | ---- | ---- | ---- | --- | --- | --- | --- | ---- |
| 1996     | Miami Heat   | 3  | 3  | 29,3 | 42,9 | 23,1 | -    | 2,0 | 1,7 | 1,0 | 0,0 | 9,0  |
| 1997     | Phoenix Suns | 5  | 5  | 38,2 | 49,4 | 45,8 | 68,0 | 3,2 | 2,6 | 0,4 | 0,0 | 24,2 |
| 1998     | Phoenix Suns | 2  | 2  | 29,0 | 26,1 | 0,0  | 85,7 | 0,0 | 2,0 | 1,0 | 0,0 | 9,0  |
| 1999     | Phoenix Suns | 3  | 3  | 19,0 | 28,6 | 33,3 | 75,0 | 2,0 | 2,0 | 0,3 | 0,0 | 5,7  |
| Carriera | Carriera     | 13 | 13 | 30,3 | 41,9 | 37,5 | 72,2 | 2,2 | 2,2 | 0,6 | 0,0 | 14,1 |

## Palmarès
- McDonald's All-American Game (1986)
- NBA All-Rookie Second Team (1989)